# Liste des planètes mineures non numérotées découvertes en décembre 2018
Pour un article plus général, voir Liste des planètes mineures non numérotées découvertes en 2018.
Pour un article plus général, voir Liste des planètes mineures.
Cet article dresse la liste des planètes mineures (astéroïdes, centaures, objets transneptuniens et assimilés) non numérotées découvertes en décembre 2018 dans l'ordre de leur découverte.
Au 15 janvier 2025, 661 077 des 1 434 993 planètes mineures répertoriées par le Centre des planètes mineures ne sont pas encore numérotées, soit 46,07 %.

## Rappel concernant la désignation provisoire
La désignation provisoire indique l'ordre de découverte de ces objets. En effet, cette désignation est composée de l'année de découverte (par exemple 2018) suivie de la quinzaine (demi-mois) de découverte (p.e. A = 1-15 janvier) puis de l'ordre de découverte dans cette quinzaine. Cet ordre est indiqué par une lettre et éventuellement un chiffre comme suit : A pour la première découverte, B pour la deuxième, ..., Z pour la 25e (le I n'est pas utilisé pour éviter la confusion avec 1), A1 pour la 26e, B1 pour la 27e, etc. , Z1 pour la 50e, A2 pour la 51e, B2 pour la 52e, etc. L'ordre de la numérotation ne suit donc pas l'ordre alphanumérique. 2018 AA1 suit ainsi 2018 AZ et précède 2018 AB1.

## Liste

### Du1erau 15 décembre 2018
- 2018 XA
- 2018 XB
- 2018 XC
- 2018 XD
- 2018 XE
- 2018 XF
- 2018 XG
- 2018 XH
- 2018 XJ
- 2018 XL
- 2018 XM
- 2018 XN
- 2018 XO
- 2018 XQ
- 2018 XS
- 2018 XT
- 2018 XU
- 2018 XV
- 2018 XW
- 2018 XY
- 2018 XA1
- 2018 XB1
- 2018 XD1
- 2018 XG1
- 2018 XH1
- 2018 XJ1
- 2018 XK1
- 2018 XL1
- 2018 XR1
- 2018 XS1
- 2018 XT1
- 2018 XV1
- 2018 XY1
- 2018 XA2
- 2018 XB2
- 2018 XC2
- 2018 XD2
- 2018 XE2
- 2018 XF2
- 2018 XG2
- 2018 XH2
- 2018 XJ2
- 2018 XK2
- 2018 XL2
- 2018 XM2
- 2018 XN2
- 2018 XO2
- 2018 XP2
- 2018 XQ2
- 2018 XR2
- 2018 XS2
- 2018 XT2
- 2018 XU2
- 2018 XV2
- 2018 XW2
- 2018 XX2
- 2018 XY2
- 2018 XZ2
- 2018 XC3
- 2018 XD3
- 2018 XE3
- 2018 XF3
- 2018 XG3
- 2018 XL3
- 2018 XP3
- 2018 XQ3
- 2018 XR3
- 2018 XS3
- 2018 XT3
- 2018 XU3
- 2018 XV3
- 2018 XW3
- 2018 XX3
- 2018 XZ3
- 2018 XA4
- 2018 XB4
- 2018 XC4
- 2018 XD4
- 2018 XE4
- 2018 XF4
- 2018 XG4
- 2018 XK4
- 2018 XN4
- 2018 XO4
- 2018 XP4
- 2018 XQ4
- 2018 XR4
- 2018 XS4
- 2018 XT4
- 2018 XV4
- 2018 XW4
- 2018 XX4
- 2018 XY4
- 2018 XZ4
- 2018 XA5
- 2018 XB5
- 2018 XC5
- 2018 XD5
- 2018 XE5
- 2018 XF5
- 2018 XG5
- 2018 XH5
- 2018 XK5
- 2018 XL5
- 2018 XM5
- 2018 XN5
- 2018 XQ5
- 2018 XT5
- 2018 XU5
- 2018 XW5
- 2018 XX5
- 2018 XY5
- 2018 XZ5
- 2018 XA6
- 2018 XB6
- 2018 XC6
- 2018 XK6
- 2018 XM6
- 2018 XP6
- 2018 XT6
- 2018 XU6
- 2018 XX6
- 2018 XH7
- 2018 XJ7
- 2018 XM7
- 2018 XU7
- 2018 XW7
- 2018 XL8
- 2018 XW8
- 2018 XZ8
- 2018 XB9
- 2018 XN9
- 2018 XO9
- 2018 XP9
- 2018 XY9
- 2018 XE10
- 2018 XL10
- 2018 XQ10
- 2018 XR10
- 2018 XT10
- 2018 XV10
- 2018 XK11
- 2018 XL11
- 2018 XO11
- 2018 XP11
- 2018 XQ11
- 2018 XV11
- 2018 XW11
- 2018 XX11
- 2018 XZ11
- 2018 XA12
- 2018 XG12
- 2018 XH12
- 2018 XL12
- 2018 XM12
- 2018 XT12
- 2018 XU12
- 2018 XY12
- 2018 XC13
- 2018 XS13
- 2018 XZ13
- 2018 XA14
- 2018 XB14
- 2018 XG14
- 2018 XJ14
- 2018 XM14
- 2018 XX14
- 2018 XX15
- 2018 XL16
- 2018 XO16
- 2018 XS16
- 2018 XX16
- 2018 XF17
- 2018 XK17
- 2018 XM17
- 2018 XN17
- 2018 XW17
- 2018 XZ17
- 2018 XC18
- 2018 XE18
- 2018 XN18
- 2018 XP18
- 2018 XD19
- 2018 XF19
- 2018 XG19
- 2018 XJ19
- 2018 XK19
- 2018 XT19
- 2018 XU19
- 2018 XA20
- 2018 XB20
- 2018 XC20
- 2018 XE20
- 2018 XF20
- 2018 XJ20
- 2018 XK20
- 2018 XP20
- 2018 XQ20
- 2018 XS20
- 2018 XU20
- 2018 XV20
- 2018 XX20
- 2018 XY20
- 2018 XZ20
- 2018 XB21
- 2018 XC21
- 2018 XD21
- 2018 XE21
- 2018 XG21
- 2018 XH21
- 2018 XJ21
- 2018 XK21
- 2018 XL21
- 2018 XN21
- 2018 XP21
- 2018 XQ21
- 2018 XR21
- 2018 XT21
- 2018 XV21
- 2018 XW21
- 2018 XX21
- 2018 XY21
- 2018 XA22
- 2018 XB22
- 2018 XC22
- 2018 XE22
- 2018 XF22
- 2018 XG22
- 2018 XH22
- 2018 XJ22
- 2018 XK22
- 2018 XL22
- 2018 XO22
- 2018 XP22
- 2018 XQ22
- 2018 XR22
- 2018 XS22
- 2018 XT22
- 2018 XV22
- 2018 XW22
- 2018 XX22
- 2018 XY22
- 2018 XZ22
- 2018 XA23
- 2018 XB23
- 2018 XC23
- 2018 XE23
- 2018 XF23
- 2018 XG23
- 2018 XH23
- 2018 XK23
- 2018 XL23
- 2018 XM23
- 2018 XN23
- 2018 XO23
- 2018 XP23
- 2018 XQ23
- 2018 XS23
- 2018 XU23
- 2018 XV23
- 2018 XW23
- 2018 XY23
- 2018 XZ23
- 2018 XB24
- 2018 XC24
- 2018 XD24
- 2018 XE24
- 2018 XF24
- 2018 XG24
- 2018 XH24
- 2018 XJ24
- 2018 XP24
- 2018 XZ24
- 2018 XE25
- 2018 XF25
- 2018 XG25
- 2018 XH25
- 2018 XK25
- 2018 XN25
- 2018 XP25
- 2018 XT25
- 2018 XU25
- 2018 XX25
- 2018 XA26
- 2018 XB26
- 2018 XC26
- 2018 XD26
- 2018 XE26
- 2018 XF26
- 2018 XG26
- 2018 XH26
- 2018 XK26
- 2018 XL26
- 2018 XO26
- 2018 XQ26
- 2018 XR26
- 2018 XS26
- 2018 XT26
- 2018 XU26
- 2018 XW26
- 2018 XX26
- 2018 XY26
- 2018 XZ26
- 2018 XA27
- 2018 XB27
- 2018 XC27
- 2018 XD27
- 2018 XE27
- 2018 XF27
- 2018 XJ27
- 2018 XK27
- 2018 XL27
- 2018 XM27
- 2018 XO27
- 2018 XP27
- 2018 XQ27
- 2018 XR27
- 2018 XT27
- 2018 XU27
- 2018 XV27
- 2018 XW27
- 2018 XX27
- 2018 XY27
- 2018 XD28
- 2018 XE28
- 2018 XF28
- 2018 XG28
- 2018 XH28
- 2018 XJ28
- 2018 XK28
- 2018 XL28
- 2018 XM28
- 2018 XO28
- 2018 XQ28
- 2018 XT28
- 2018 XV28
- 2018 XW28
- 2018 XX28
- 2018 XY28
- 2018 XZ28
- 2018 XA29
- 2018 XB29
- 2018 XC29
- 2018 XD29
- 2018 XE29
- 2018 XH29
- 2018 XJ29
- 2018 XK29
- 2018 XL29
- 2018 XP29
- 2018 XQ29
- 2018 XR29
- 2018 XS29
- 2018 XT29
- 2018 XU29
- 2018 XV29
- 2018 XX29
- 2018 XY29
- 2018 XZ29
- 2018 XC30
- 2018 XD30
- 2018 XF30
- 2018 XG30
- 2018 XH30
- 2018 XK30
- 2018 XL30
- 2018 XM30
- 2018 XN30
- 2018 XO30
- 2018 XP30
- 2018 XQ30
- 2018 XS30
- 2018 XT30
- 2018 XU30
- 2018 XV30
- 2018 XW30
- 2018 XX30
- 2018 XY30
- 2018 XA31
- 2018 XD31
- 2018 XG31
- 2018 XJ31
- 2018 XL31
- 2018 XO31
- 2018 XS31
- 2018 XT31
- 2018 XW31
- 2018 XX31
- 2018 XZ31
- 2018 XB32
- 2018 XC32
- 2018 XE32
- 2018 XF32
- 2018 XG32
- 2018 XK32
- 2018 XM32
- 2018 XO32
- 2018 XQ32
- 2018 XR32
- 2018 XS32
- 2018 XV32
- 2018 XX32
- 2018 XY32
- 2018 XA33
- 2018 XB33
- 2018 XC33
- 2018 XD33
- 2018 XE33
- 2018 XF33
- 2018 XG33
- 2018 XH33
- 2018 XJ33
- 2018 XK33
- 2018 XL33
- 2018 XM33
- 2018 XN33
- 2018 XO33
- 2018 XP33
- 2018 XQ33
- 2018 XR33
- 2018 XS33
- 2018 XT33
- 2018 XU33
- 2018 XV33
- 2018 XW33
- 2018 XX33
- 2018 XY33
- 2018 XZ33
- 2018 XA34
- 2018 XC34
- 2018 XD34
- 2018 XE34
- 2018 XG34
- 2018 XJ34
- 2018 XL34
- 2018 XM34
- 2018 XN34
- 2018 XO34
- 2018 XP34
- 2018 XR34
- 2018 XS34
- 2018 XT34
- 2018 XV34
- 2018 XW34
- 2018 XX34
- 2018 XZ34
- 2018 XC35
- 2018 XD35
- 2018 XE35
- 2018 XF35
- 2018 XG35
- 2018 XH35
- 2018 XJ35
- 2018 XK35
- 2018 XM35
- 2018 XN35
- 2018 XO35
- 2018 XS35
- 2018 XT35
- 2018 XU35
- 2018 XV35
- 2018 XW35
- 2018 XX35
- 2018 XY35
- 2018 XZ35
- 2018 XA36
- 2018 XB36
- 2018 XC36
- 2018 XD36
- 2018 XE36
- 2018 XG36
- 2018 XH36
- 2018 XJ36
- 2018 XK36
- 2018 XL36
- 2018 XM36
- 2018 XP36
- 2018 XQ36
- 2018 XS36
- 2018 XV36
- 2018 XW36
- 2018 XX36
- 2018 XY36
- 2018 XZ36
- 2018 XA37
- 2018 XB37
- 2018 XC37
- 2018 XE37
- 2018 XG37
- 2018 XH37
- 2018 XJ37
- 2018 XL37
- 2018 XM37
- 2018 XN37
- 2018 XP37
- 2018 XQ37
- 2018 XR37
- 2018 XS37
- 2018 XT37
- 2018 XU37
- 2018 XV37
- 2018 XW37
- 2018 XX37
- 2018 XY37
- 2018 XZ37
- 2018 XA38
- 2018 XB38
- 2018 XC38
- 2018 XD38
- 2018 XE38
- 2018 XF38
- 2018 XG38
- 2018 XH38
- 2018 XJ38
- 2018 XK38
- 2018 XL38
- 2018 XM38
- 2018 XN38
- 2018 XO38
- 2018 XP38
- 2018 XQ38
- 2018 XR38
- 2018 XS38
- 2018 XT38
- 2018 XU38
- 2018 XV38
- 2018 XX38
- 2018 XZ38
- 2018 XA39
- 2018 XB39
- 2018 XC39
- 2018 XD39
- 2018 XE39
- 2018 XF39
- 2018 XG39
- 2018 XH39
- 2018 XJ39
- 2018 XK39
- 2018 XL39
- 2018 XM39
- 2018 XN39
- 2018 XO39
- 2018 XP39
- 2018 XQ39
- 2018 XR39
- 2018 XS39
- 2018 XT39
- 2018 XU39
- 2018 XV39
- 2018 XW39
- 2018 XX39
- 2018 XY39
- 2018 XZ39
- 2018 XA40
- 2018 XB40
- 2018 XC40
- 2018 XD40
- 2018 XE40
- 2018 XF40
- 2018 XG40
- 2018 XH40
- 2018 XJ40
- 2018 XK40
- 2018 XL40
- 2018 XM40
- 2018 XN40
- 2018 XO40
- 2018 XP40
- 2018 XQ40
- 2018 XS40
- 2018 XT40
- 2018 XU40
- 2018 XV40
- 2018 XW40
- 2018 XY40
- 2018 XZ40
- 2018 XA41
- 2018 XB41
- 2018 XC41
- 2018 XD41
- 2018 XE41
- 2018 XF41
- 2018 XG41
- 2018 XH41
- 2018 XJ41
- 2018 XK41
- 2018 XL41
- 2018 XM41
- 2018 XN41
- 2018 XO41
- 2018 XP41
- 2018 XQ41
- 2018 XR41
- 2018 XS41
- 2018 XT41
- 2018 XU41
- 2018 XW41
- 2018 XX41
- 2018 XY41
- 2018 XZ41
- 2018 XA42
- 2018 XB42
- 2018 XC42
- 2018 XD42
- 2018 XE42
- 2018 XF42
- 2018 XG42
- 2018 XH42
- 2018 XK42
- 2018 XL42
- 2018 XM42
- 2018 XN42
- 2018 XO42
- 2018 XP42
- 2018 XQ42
- 2018 XR42
- 2018 XS42
- 2018 XT42
- 2018 XU42
- 2018 XV42
- 2018 XW42
- 2018 XX42
- 2018 XY42
- 2018 XZ42
- 2018 XA43
- 2018 XB43
- 2018 XC43
- 2018 XD43
- 2018 XE43
- 2018 XF43
- 2018 XG43
- 2018 XH43
- 2018 XJ43
- 2018 XK43
- 2018 XL43
- 2018 XM43
- 2018 XN43
- 2018 XO43
- 2018 XP43
- 2018 XQ43
- 2018 XR43
- 2018 XS43
- 2018 XT43
- 2018 XU43
- 2018 XV43
- 2018 XX43
- 2018 XY43
- 2018 XZ43
- 2018 XB44
- 2018 XC44
- 2018 XD44
- 2018 XE44
- 2018 XF44
- 2018 XG44
- 2018 XH44
- 2018 XJ44
- 2018 XK44
- 2018 XM44
- 2018 XN44
- 2018 XO44
- 2018 XS44
- 2018 XT44
- 2018 XU44
- 2018 XV44
- 2018 XW44
- 2018 XX44
- 2018 XY44
- 2018 XZ44
- 2018 XA45
- 2018 XB45
- 2018 XC45
- 2018 XD45
- 2018 XE45
- 2018 XF45
- 2018 XG45
- 2018 XH45
- 2018 XJ45
- 2018 XK45
- 2018 XL45
- 2018 XM45
- 2018 XN45
- 2018 XO45
- 2018 XP45
- 2018 XQ45
- 2018 XR45
- 2018 XS45
- 2018 XT45
- 2018 XU45
- 2018 XV45
- 2018 XW45
- 2018 XX45
- 2018 XY45
- 2018 XA46
- 2018 XB46
- 2018 XC46
- 2018 XD46
- 2018 XE46
- 2018 XF46
- 2018 XG46
- 2018 XH46
- 2018 XJ46
- 2018 XK46
- 2018 XL46
- 2018 XM46
- 2018 XN46
- 2018 XP46
- 2018 XQ46
- 2018 XR46
- 2018 XT46
- 2018 XU46
- 2018 XV46
- 2018 XW46
- 2018 XX46
- 2018 XY46
- 2018 XA47
- 2018 XB47
- 2018 XC47
- 2018 XD47
- 2018 XE47
- 2018 XF47
- 2018 XG47
- 2018 XH47
- 2018 XJ47
- 2018 XK47
- 2018 XL47
- 2018 XN47
- 2018 XO47
- 2018 XQ47
- 2018 XR47
- 2018 XS47
- 2018 XT47
- 2018 XU47
- 2018 XV47
- 2018 XW47
- 2018 XX47
- 2018 XY47
- 2018 XZ47
- 2018 XA48
- 2018 XB48
- 2018 XC48
- 2018 XD48
- 2018 XE48
- 2018 XG48
- 2018 XH48
- 2018 XJ48
- 2018 XK48
- 2018 XL48
- 2018 XM48
- 2018 XP48
- 2018 XQ48
- 2018 XS48
- 2018 XT48
- 2018 XU48
- 2018 XV48
- 2018 XW48
- 2018 XX48
- 2018 XY48
- 2018 XZ48
- 2018 XA49
- 2018 XB49
- 2018 XE49
- 2018 XG49
- 2018 XJ49
- 2018 XK49
- 2018 XL49
- 2018 XM49
- 2018 XN49
- 2018 XO49
- 2018 XP49
- 2018 XQ49
- 2018 XR49
- 2018 XT49
- 2018 XU49
- 2018 XV49
- 2018 XW49
- 2018 XX49
- 2018 XZ49
- 2018 XB50
- 2018 XC50
- 2018 XD50
- 2018 XG50
- 2018 XH50
- 2018 XJ50
- 2018 XK50
- 2018 XL50
- 2018 XM50
- 2018 XN50
- 2018 XO50
- 2018 XP50
- 2018 XQ50
- 2018 XU50
- 2018 XV50
- 2018 XX50
- 2018 XY50
- 2018 XZ50
- 2018 XA51
- 2018 XB51
- 2018 XC51
- 2018 XD51
- 2018 XE51
- 2018 XF51
- 2018 XG51
- 2018 XH51
- 2018 XJ51
- 2018 XK51
- 2018 XL51
- 2018 XM51
- 2018 XN51
- 2018 XO51
- 2018 XP51
- 2018 XR51
- 2018 XS51
- 2018 XT51
- 2018 XU51
- 2018 XV51
- 2018 XW51
- 2018 XX51
- 2018 XY51
- 2018 XZ51
- 2018 XA52
- 2018 XC52
- 2018 XD52
- 2018 XE52
- 2018 XF52
- 2018 XG52
- 2018 XH52
- 2018 XJ52
- 2018 XL52
- 2018 XM52

### Du 16 au 31 décembre 2018
- 2018 YA
- 2018 YB
- 2018 YE
- 2018 YF
- 2018 YG
- 2018 YH
- 2018 YJ
- 2018 YK
- 2018 YL
- 2018 YM
- 2018 YN
- 2018 YO
- 2018 YR
- 2018 YT
- 2018 YU
- 2018 YV
- 2018 YW
- 2018 YX
- 2018 YY
- 2018 YZ
- 2018 YA1
- 2018 YB1
- 2018 YG1
- 2018 YN1
- 2018 YS1
- 2018 YW1
- 2018 YZ1
- 2018 YA2
- 2018 YB2
- 2018 YC2
- 2018 YD2
- 2018 YE2
- 2018 YF2
- 2018 YG2
- 2018 YH2
- 2018 YJ2
- 2018 YK2
- 2018 YL2
- 2018 YM2
- 2018 YO2
- 2018 YP2
- 2018 YQ2
- 2018 YR2
- 2018 YS2
- 2018 YT2
- 2018 YU2
- 2018 YV2
- 2018 YW2
- 2018 YY2
- 2018 YZ2
- 2018 YA3
- 2018 YB3
- 2018 YD3
- 2018 YE3
- 2018 YQ3
- 2018 YA4
- 2018 YE4
- 2018 YG4
- 2018 YJ4
- 2018 YM4
- 2018 YP4
- 2018 YQ4
- 2018 YR4
- 2018 YX4
- 2018 YA5
- 2018 YC5
- 2018 YD5
- 2018 YE5
- 2018 YF5
- 2018 YG5
- 2018 YJ5
- 2018 YL5
- 2018 YM5
- 2018 YN5
- 2018 YO5
- 2018 YQ5
- 2018 YR5
- 2018 YU5
- 2018 YV5
- 2018 YW5
- 2018 YX5
- 2018 YY5
- 2018 YZ5
- 2018 YB6
- 2018 YC6
- 2018 YD6
- 2018 YE6
- 2018 YF6
- 2018 YG6
- 2018 YH6
- 2018 YJ6
- 2018 YN6
- 2018 YO6
- 2018 YP6
- 2018 YQ6
- 2018 YR6
- 2018 YS6
- 2018 YT6
- 2018 YV6
- 2018 YX6
- 2018 YZ6
- 2018 YB7
- 2018 YC7
- 2018 YD7
- 2018 YF7
- 2018 YG7
- 2018 YH7
- 2018 YJ7
- 2018 YK7
- 2018 YL7
- 2018 YM7
- 2018 YN7
- 2018 YO7
- 2018 YP7
- 2018 YQ7
- 2018 YR7
- 2018 YT7
- 2018 YV7
- 2018 YW7
- 2018 YX7
- 2018 YY7
- 2018 YZ7
- 2018 YA8
- 2018 YB8
- 2018 YC8
- 2018 YD8
- 2018 YE8
- 2018 YF8
- 2018 YG8
- 2018 YH8
- 2018 YK8
- 2018 YO8
- 2018 YT8
- 2018 YW8
- 2018 YY8
- 2018 YB9
- 2018 YD9
- 2018 YF9
- 2018 YH9
- 2018 YJ9
- 2018 YM9
- 2018 YN9
- 2018 YO9
- 2018 YP9
- 2018 YQ9
- 2018 YT9
- 2018 YU9
- 2018 YV9
- 2018 YX9
- 2018 YY9
- 2018 YZ9
- 2018 YA10
- 2018 YB10
- 2018 YD10
- 2018 YG10
- 2018 YH10
- 2018 YK10
- 2018 YL10
- 2018 YM10
- 2018 YN10
- 2018 YO10
- 2018 YP10
- 2018 YQ10
- 2018 YV10
- 2018 YW10
- 2018 YX10
- 2018 YY10
- 2018 YA11
- 2018 YB11
- 2018 YC11
- 2018 YD11
- 2018 YE11
- 2018 YF11
- 2018 YH11
- 2018 YJ11
- 2018 YK11
- 2018 YL11
- 2018 YM11
- 2018 YN11
- 2018 YP11
- 2018 YQ11
- 2018 YR11
- 2018 YV11
- 2018 YW11
- 2018 YX11
- 2018 YY11
- 2018 YZ11
- 2018 YA12
- 2018 YB12
- 2018 YC12
- 2018 YD12
- 2018 YE12
- 2018 YF12
- 2018 YG12
- 2018 YH12
- 2018 YJ12
- 2018 YM12
- 2018 YO12
- 2018 YP12
- 2018 YQ12
- 2018 YS12
- 2018 YV12
- 2018 YW12
- 2018 YX12
- 2018 YY12
- 2018 YZ12
- 2018 YA13
- 2018 YB13
- 2018 YD13
- 2018 YE13
- 2018 YF13
- 2018 YJ13
- 2018 YK13
- 2018 YL13
- 2018 YN13
- 2018 YO13
- 2018 YP13
- 2018 YQ13
- 2018 YR13
- 2018 YS13
- 2018 YT13
- 2018 YU13
- 2018 YV13
- 2018 YW13
- 2018 YX13
- 2018 YY13
- 2018 YZ13
- 2018 YA14
- 2018 YE14
- 2018 YF14
- 2018 YH14
- 2018 YJ14
- 2018 YM14
- 2018 YN14
- 2018 YO14
- 2018 YP14
- 2018 YQ14
- 2018 YR14
- 2018 YS14
- 2018 YT14
- 2018 YU14
- 2018 YV14
- 2018 YW14
- 2018 YX14
- 2018 YY14
- 2018 YZ14
- 2018 YA15
- 2018 YB15
- 2018 YC15
- 2018 YD15
- 2018 YE15
- 2018 YF15
- 2018 YG15
- 2018 YH15
- 2018 YJ15
- 2018 YK15
- 2018 YL15
- 2018 YM15
- 2018 YN15
- 2018 YQ15
- 2018 YR15
- 2018 YS15
- 2018 YT15
- 2018 YW15
- 2018 YX15
- 2018 YY15
- 2018 YZ15
- 2018 YA16
- 2018 YB16
- 2018 YC16
- 2018 YD16
- 2018 YE16
- 2018 YF16
- 2018 YG16
- 2018 YH16
- 2018 YK16
- 2018 YL16
- 2018 YM16
- 2018 YN16
- 2018 YO16
- 2018 YP16
- 2018 YQ16
- 2018 YR16
- 2018 YS16
- 2018 YT16
- 2018 YU16
- 2018 YV16
- 2018 YW16
- 2018 YX16
- 2018 YY16
- 2018 YZ16
- 2018 YA17
- 2018 YB17
- 2018 YC17
- 2018 YD17
- 2018 YF17
- 2018 YH17
- 2018 YK17
- 2018 YL17
- 2018 YM17
- 2018 YN17
- 2018 YO17
- 2018 YQ17
- 2018 YR17
- 2018 YT17
- 2018 YU17
- 2018 YV17
- 2018 YW17
- 2018 YX17
- 2018 YY17
- 2018 YA18
- 2018 YB18
- 2018 YD18
- 2018 YE18
- 2018 YF18
- 2018 YG18
- 2018 YH18
- 2018 YJ18
- 2018 YK18
- 2018 YL18
- 2018 YM18
- 2018 YN18
- 2018 YO18
- 2018 YP18
- 2018 YQ18
- 2018 YR18
- 2018 YS18
- 2018 YU18
- 2018 YV18
- 2018 YW18
- 2018 YX18
- 2018 YY18
- 2018 YZ18
- 2018 YA19
- 2018 YC19
- 2018 YD19
- 2018 YE19
- 2018 YF19
- 2018 YG19
- 2018 YH19
- 2018 YJ19
- 2018 YK19
- 2018 YL19
- 2018 YM19
- 2018 YN19
- 2018 YO19
- 2018 YP19
- 2018 YQ19
- 2018 YR19
- 2018 YS19
- 2018 YT19
- 2018 YU19
- 2018 YV19
- 2018 YW19
- 2018 YX19
- 2018 YY19
- 2018 YZ19
- 2018 YB20
- 2018 YC20
- 2018 YD20
- 2018 YE20
- 2018 YG20
- 2018 YH20
- 2018 YJ20
- 2018 YK20
- 2018 YL20
- 2018 YM20
- 2018 YN20
- 2018 YO20
- 2018 YP20
- 2018 YQ20
- 2018 YR20
- 2018 YS20
- 2018 YT20
- 2018 YU20
- 2018 YV20
- 2018 YW20
- 2018 YX20
- 2018 YY20
- 2018 YZ20
- 2018 YA21
- 2018 YC21
- 2018 YD21
- 2018 YE21
- 2018 YF21
- 2018 YG21
- 2018 YH21
- 2018 YJ21
- 2018 YK21
- 2018 YL21
- 2018 YM21
- 2018 YN21
- 2018 YO21
- 2018 YP21
- 2018 YQ21
- 2018 YR21
- 2018 YS21
- 2018 YT21
- 2018 YU21
- 2018 YV21
- 2018 YW21
- 2018 YX21
- 2018 YY21
- 2018 YZ21
- 2018 YA22
- 2018 YB22
- 2018 YC22
- 2018 YD22
- 2018 YE22
- 2018 YF22
- 2018 YG22
- 2018 YH22
- 2018 YJ22
- 2018 YK22
- 2018 YL22
- 2018 YM22
- 2018 YN22
- 2018 YO22
- 2018 YP22
- 2018 YQ22
- 2018 YR22
- 2018 YS22
- 2018 YT22
- 2018 YU22
- 2018 YV22
- 2018 YW22
- 2018 YX22
- 2018 YY22
- 2018 YZ22
- 2018 YA23
- 2018 YB23
- 2018 YC23
- 2018 YD23
- 2018 YE23
- 2018 YF23
- 2018 YG23
- 2018 YH23
- 2018 YJ23
- 2018 YK23
- 2018 YL23
- 2018 YM23
- 2018 YN23
- 2018 YO23
- 2018 YP23
- 2018 YQ23
- 2018 YR23
- 2018 YS23
- 2018 YT23
- 2018 YU23
- 2018 YW23
- 2018 YX23
- 2018 YY23
- 2018 YZ23
- 2018 YA24
- 2018 YB24
- 2018 YC24
- 2018 YD24
- 2018 YF24
- 2018 YH24
- 2018 YK24
- 2018 YL24
- 2018 YM24
- 2018 YN24
- 2018 YO24
- 2018 YP24
- 2018 YQ24
- 2018 YR24
- 2018 YS24
- 2018 YT24
- 2018 YU24
- 2018 YV24
- 2018 YW24
- 2018 YA25
- 2018 YC25
- 2018 YE25
- 2018 YF25
- 2018 YG25
- 2018 YH25
- 2018 YJ25
- 2018 YK25
- 2018 YL25
- 2018 YM25
- 2018 YN25
- 2018 YO25
- 2018 YP25
- 2018 YR25
- 2018 YS25
- 2018 YT25
- 2018 YU25
- 2018 YV25
- 2018 YW25
- 2018 YX25
- 2018 YY25
- 2018 YZ25
- 2018 YA26
- 2018 YB26
- 2018 YC26
- 2018 YD26
- 2018 YE26
- 2018 YF26
- 2018 YG26
- 2018 YH26
- 2018 YJ26
- 2018 YK26
- 2018 YL26
- 2018 YM26
- 2018 YN26
- 2018 YO26
- 2018 YP26
- 2018 YQ26
- 2018 YR26
- 2018 YS26
- 2018 YT26
- 2018 YU26
- 2018 YV26
- 2018 YW26
- 2018 YX26
- 2018 YY26
- 2018 YZ26
- 2018 YA27
- 2018 YB27
- 2018 YC27
- 2018 YD27
- 2018 YE27
- 2018 YF27
- 2018 YG27
- 2018 YH27
- 2018 YJ27
- 2018 YK27
- 2018 YL27
- 2018 YM27
- 2018 YN27
- 2018 YO27
- 2018 YP27
- 2018 YQ27
- 2018 YR27
- 2018 YS27
- 2018 YT27
- 2018 YU27
- 2018 YV27
- 2018 YW27
- 2018 YX27
- 2018 YZ27
- 2018 YA28
- 2018 YB28
- 2018 YC28
- 2018 YD28
- 2018 YE28
- 2018 YF28
- 2018 YG28
- 2018 YH28
- 2018 YJ28
- 2018 YK28
- 2018 YL28
- 2018 YM28
- 2018 YN28
- 2018 YO28
- 2018 YP28